# Limifossoridae
Limifossoridae là một họ động vật thân mềm thuộc lớp Caudofoveata, bộ Chaetodermatida.
Các chi:
- Limifossor Heath, 1904
- Metachaetoderma Thiele, 1913
- Psilodens Salvini-Plawen, 1977
- Scutopus Salvini-Plawen, 1968